# رود تشیو
رود تشیو رودی است به دریای ژاپن می‌ریزد. این رود چهارمین رود طویل در کشور ژاپن است.